# Cenangiumella
Cenangiumella — рід грибів родини Leotiaceae. Назва вперше опублікована 2000 року.

## Класифікація
До роду Cenangiumella відносять 1 вид:
- Cenangiumella rattanicola